# Mycoacia
Mycoacia Donk – rodzaj grzybów z rodziny strocznikowatych (Meruliaceae).

## Systematyka i nazewnictwo
Pozycja w klasyfikacji według Index Fungorum: Meruliaceae, Polyporales, Incertae sedis, Agaricomycetes, Agaricomycotina, Basidiomycota, Fungi.
Synonim: Acia P. Karst.
Gatunki występujące w Polsce:
- Mycoacia aurea (Fr.) J. Erikss. & Ryvarden 1976 – tzw. żylak iglasty
- Mycoacia fuscoatra (Fr.) Donk 1931 – tzw. żylak czerniejący
- Mycoacia gilvescens (Bres.) Zmitr. 2018 – tzw. woszczyneczka żółknąca
- Mycoacia livida (Pers.) Zmitr. 2018 – tzw. żylak sinawy
- Mycoacia nothofagi (G. Cunn.) Ryvarden 1981[3]
- Mycoacia uda (Fr.) Donk 1931 – tzw. żylak kolczasty

Nazwy naukowe na podstawie Index Fungorum. Wykaz gatunków i nazwy polskie według Władysława Wojewody (podane jako gatunki rodzaju Phlebia lub Ceriporiopsis) i innych.